# Lichas
Lichas (gr. Λίχας) – postać w mitologii greckiej, sługa Heraklesa.
Towarzyszył swojemu panu w trakcie wyprawy przeciwko Ojchalii. Po jej zakończeniu Herakles wysłał go do Dejaniry z prośbą o nową szatę, w której mógłby złożyć ofiarę Zeusowi. Według niektórych wersji mitu Lichas miał przyprowadzić do Dejaniry niewolnicę Jole i wyjawić jej, że Herakles jest w niej zakochany. Przez niego to Dejanira przekazała następnie Heraklesowi zatrutą szatę umaczaną w krwi centaura Nessosa. Po jej założeniu oszalały z bólu heros chwycił Lichasa za nogę i nie słuchając jego tłumaczeń, cisnął go w fale Zatoki Eubejskiej. Jego ciało przemieniło się w grupę skalistych wysepek nazwanych Lichadami. W starożytności żeglarze obawiali się zawijać do tego lądu, wierząc, że w jego skałach żyje duch Lichasa.
Epizod mityczny o Heraklesie i Lichasie stał się tematem m.in. rzeźby Antonia Canovy.